# Stiermarkse oliepompoen

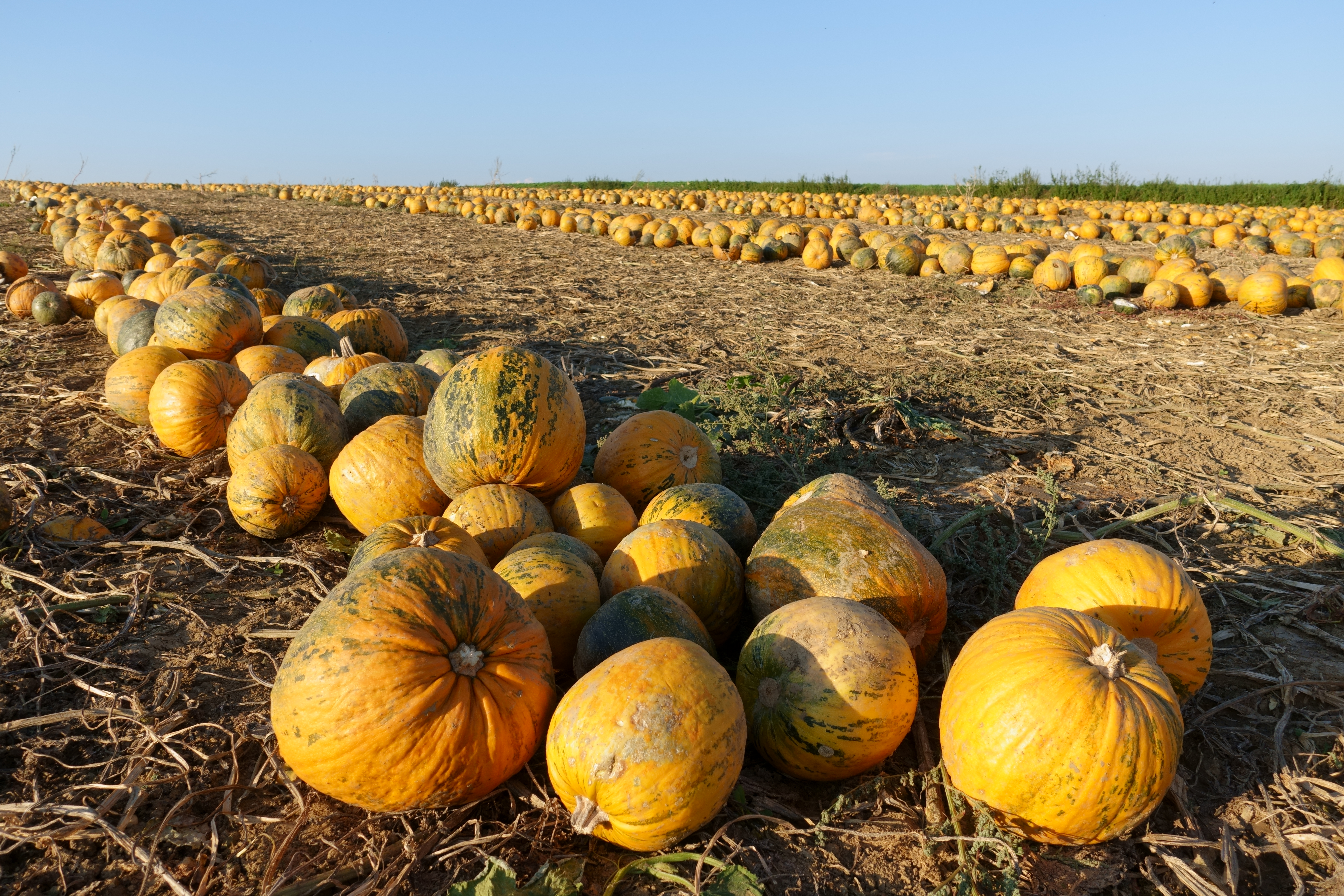
Veld met rijpe Stiermarkse oliepompoenen

De Stiermarkse oliepompoen (Cucurbita pepo var. styriaca) is een variëteit van de sierpompoen (Cucurbita pepo) die wordt geteeld voor de productie van pompoenpitolie. De jonge vruchten zijn donkergroen en verkleuren bij rijping naar geeloranje. Door een mutatie missen de donkergroene, oliehoudende zaden (pitten) de witte, houtachtige zaadschil, waardoor de olie uit de zaden kan worden gewonnen zonder dat ze hoeven te worden gepeld. Een rijpe oliepompoen weegt gemiddeld 8 tot 10 kilogram. Er is ongeveer 2,5 kg zaad nodig om 1 liter pompoenpitolie te produceren, wat overeenkomt met 30-40 pompoenen.

## Geschiedenis
De Stiermarkse oliepompoen is van relatief recente oorsprong. De mutatie werd voor het eerst vermeld tussen 1870 en 1880. Het is een toevallige natuurlijke mutatie en het resultaat van een verandering in een enkel recessief gen. Na zijn ontdekking werd de gemuteerde pompoen op grote schaal geteeld in de regio Stiermarken in Oostenrijk en Slovenië (toendertijd Oostenrijk-Hongarije) voor de productie van pompoenpitolie, en werd hij bekend als de Stiermarkse oliepompoen.

## Afbeeldingen

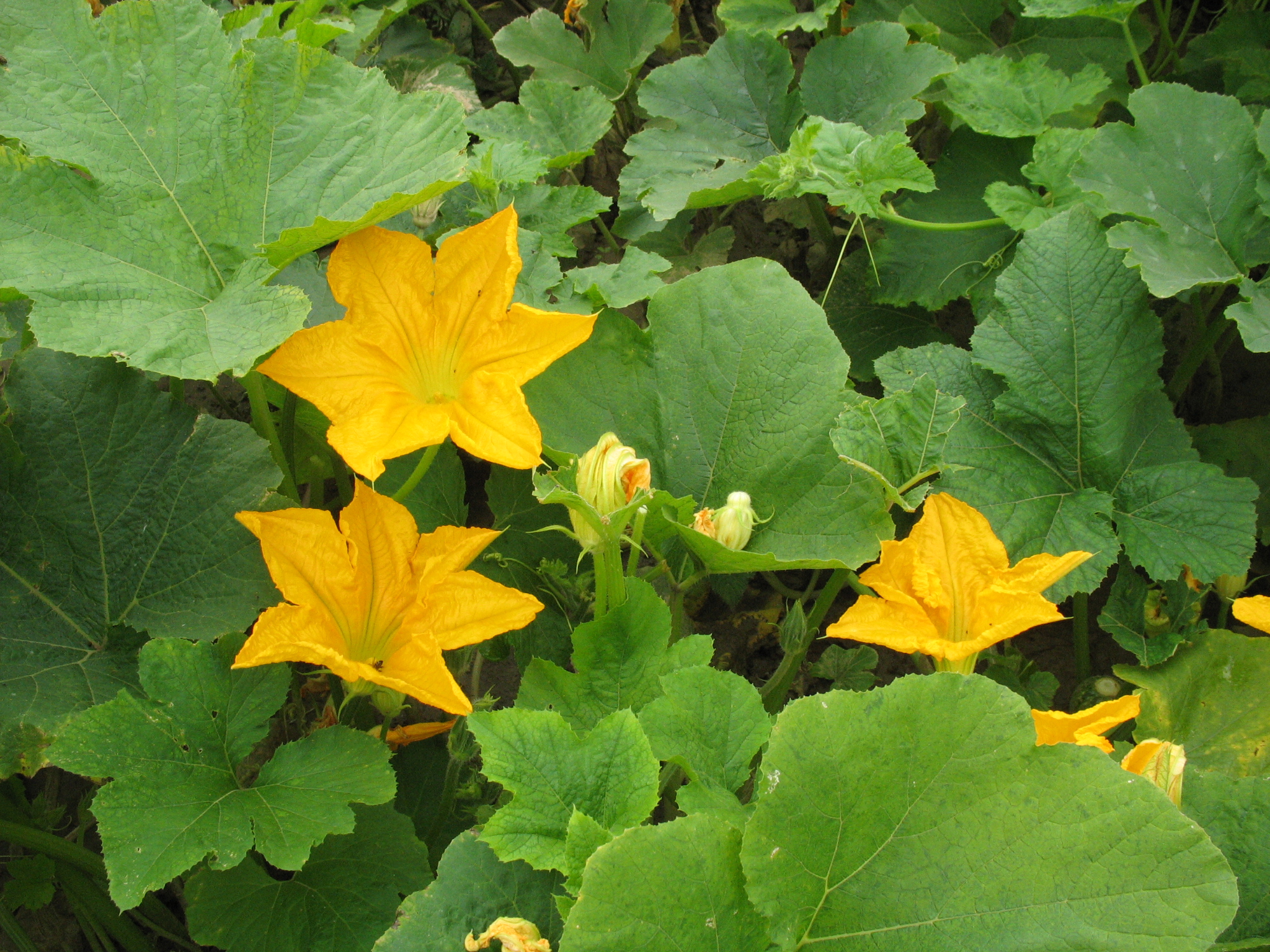
Bloemen
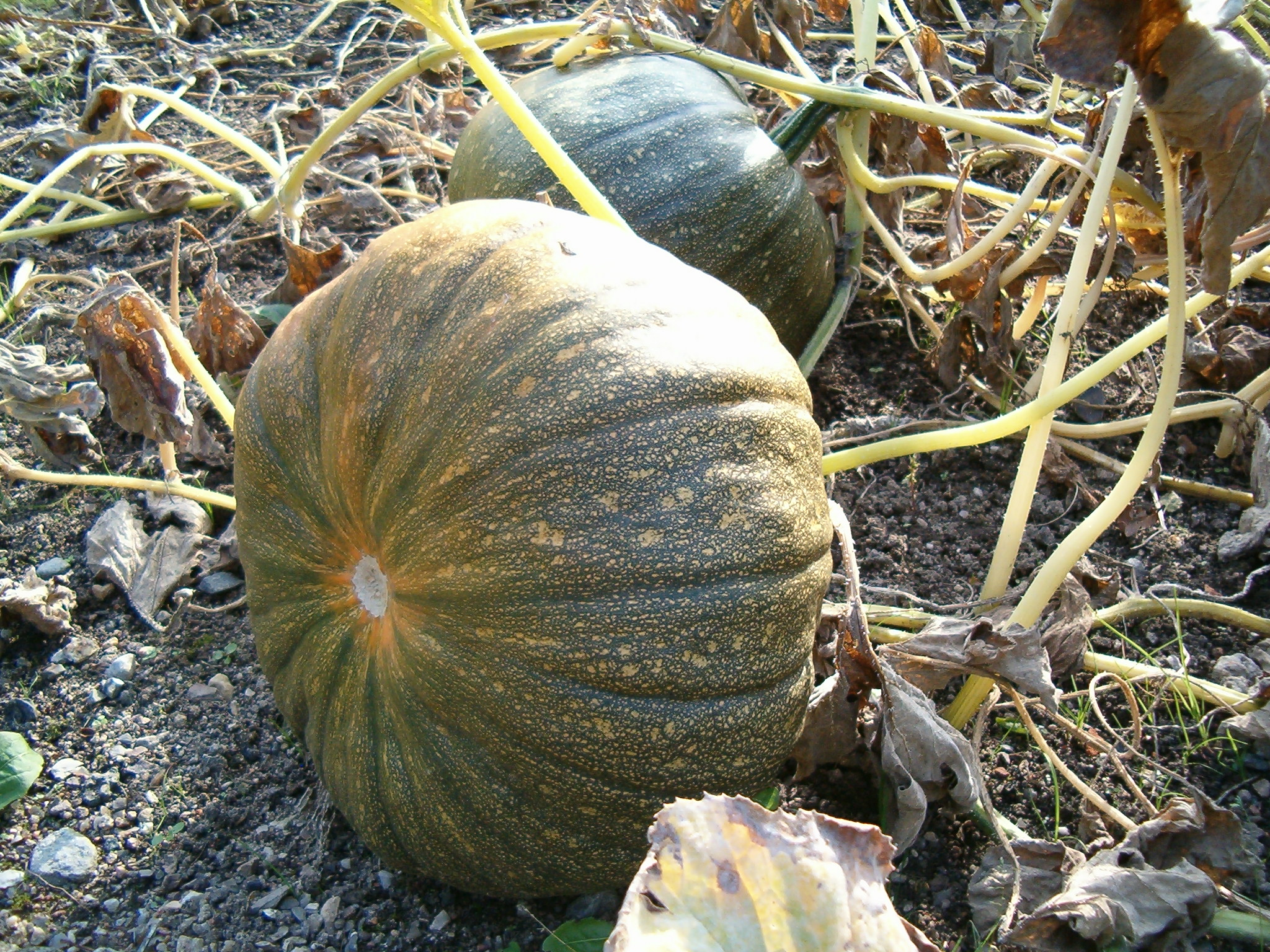
Jonge vruchten
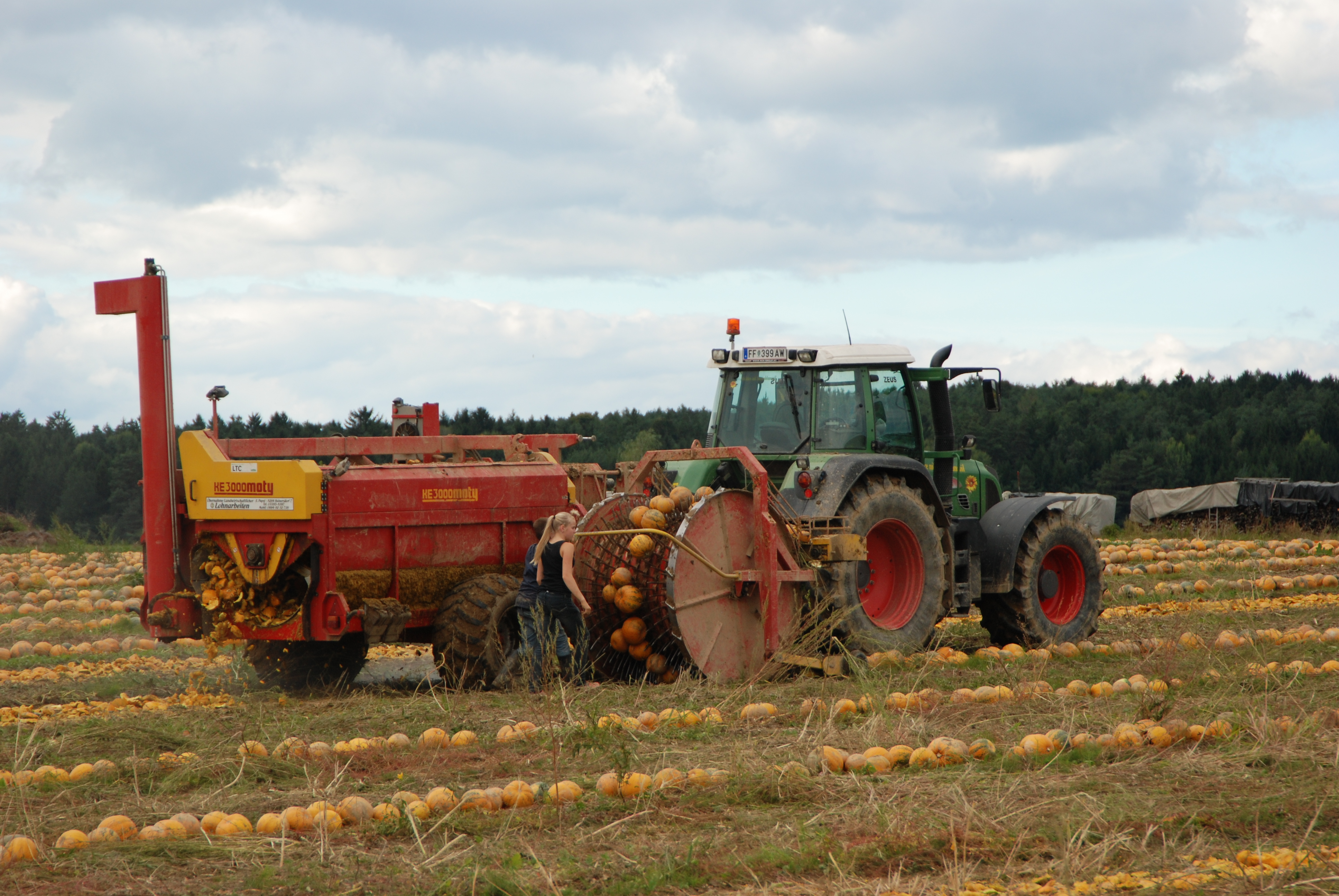
Oogst
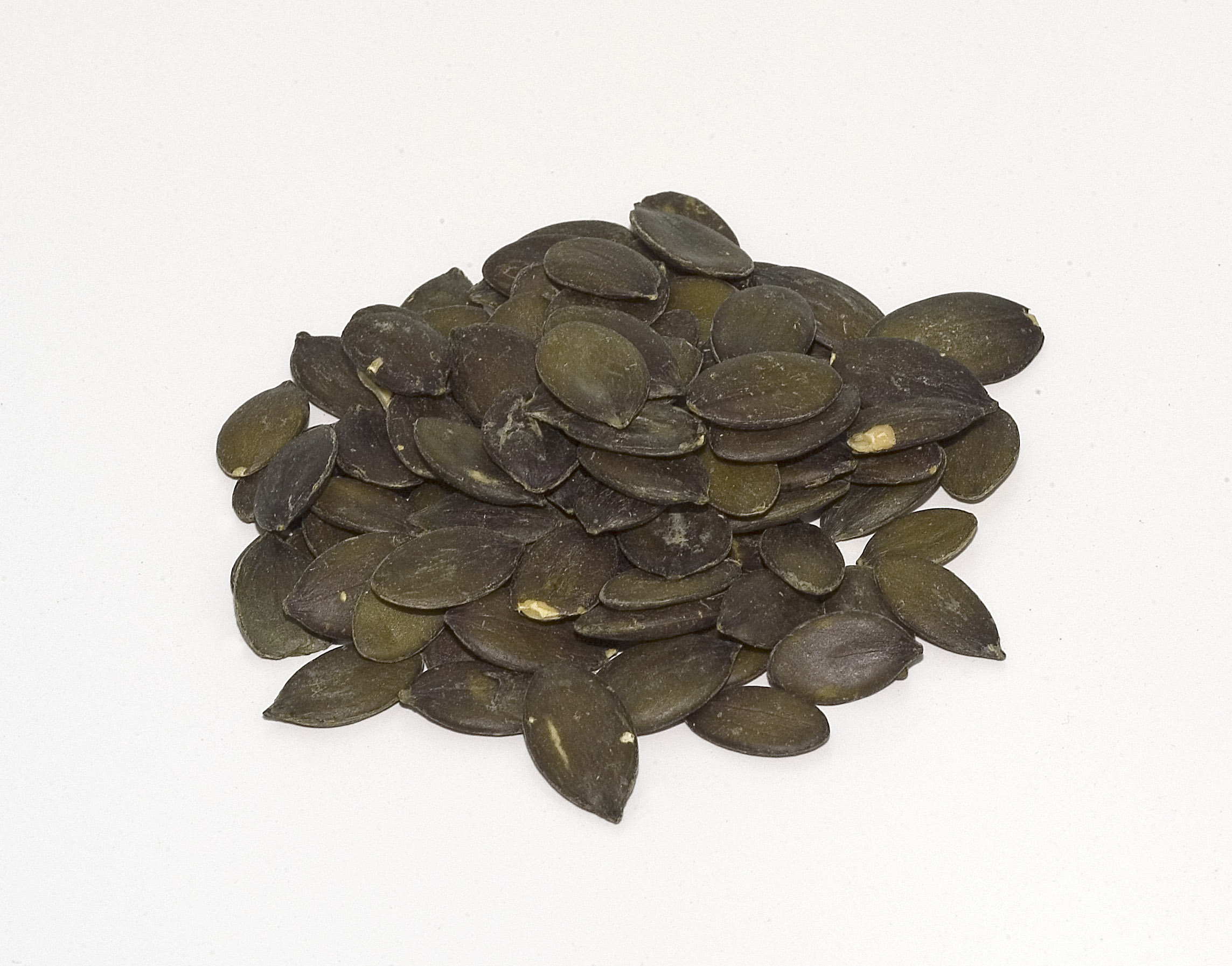
Schilloze zaden (pitten)